# Resurrection Album 2016
Resurrection Álbum 2016 (Álbum Resurrección 2016) (8 de enero de 2016), basado en un evento realizado por única vez, presenta nuevos remixes del cantante Michael Jackson y es el primer álbum de la discográfica. El evento duró dos días, pero el álbum aún sigue activo en Internet. Fue el primer evento en realizarse en directo. Contó con más de 20 artistas en directo y una gran participación de personas como Michael Leak.

## Orígenes
El origen de la idea era básicamente ofrecer nueva música para los fanes, además de promocionar al Rey del Pop. Todo comenzó con un proyecto que la discográfica Michael Leak tenía pensado realizar. El proyecto era una buena idea, pero la discográfica no disponía de los medios suficientes como para realizar el álbum, previamente llamado Face. Días más tarde con el nombre Resurrection comenzó a ser producido.

## Evento
El evento comenzó con un directo a las 21:00 hora española. En el directo se comenzó a hablar sobre el álbum e invitar a la gente para dar su opinión y poder escuchar cosas exclusivas como, por ejemplo, otras canciones que no fueron seleccionadas por el álbum. Sólo esas personas pudieron escucharlas ya que estuvieron en el directo. Además de tener un remix en directo sobre las canciones del álbum y promocionarlo.

## Sucesos y repercusiones
En Internet se produjo un antes y un después de que Resurrection fuera lanzado. Además de alcanzar una popularidad en Internet bastante alta, el álbum fue descargado en numerosas ocasiones después de un hackeo a través Facebook, el cual permitía que las personas descargaran el álbum.

## Consecuencias
Resurrection tiene altos y bajos. Sufrió mucho en sus ventas al final de mes enero, ya no se vendían más de 10 copias por semana. Además la discográfica fue borrada accidentalmente por cuestiones de copyright. Se intentó el re lanzamiento del álbum el 24 de enero con un disco llamado Peace que ofrecía contenido extra del álbum. Pero para bien o para mal su popularidad sigue creciendo pero no como se hubiera esperado.
- Datos: Q24960615